# Lorenza Izzo
Pour les articles homonymes, voir Izzo.
Lorenza Izzo, née le 19 septembre 1989 à Santiago, est une actrice et mannequin chilienne.

## Biographie
Lorenza Francesca Izzo Parsons est la fille du mannequin Rosita Parsons (es). Sa petite sœur, Clara Lyons est également mannequin.
Elle a déménagé à l’adolescence à Atlanta aux États-Unis. Puis à l'âge de 16 ans, elle est retournée au Chili pour y terminer ses études. Elle a ensuite étudié à New York au Lee Strasberg Theatre and Film Institute.

### Vie privée
Elle a été mariée au réalisateur américain Eli Roth de 2014 à 2018.
En 2020, lors d'une interview en visio avec l’actrice Emily Hampshire, elle fait son coming out où elle se définit comme pansexuelle.
En 2023, elle se marie une seconde fois mais cette fois-ci avec une femme nommée Sophie Tabet.

## Carrière
Elle commence sa carrière en 2011 dans Qué pena tu boda (es) de Nicolás López. Elle retrouve le réalisateur l'année suivante pour le film catastrophe chilien Aftershock, où elle joue aux côtés d'Eli Roth.
Toujours en 2013, elle fait ses premiers pas à la télévision dans quelques épisodes d'Hemlock Grove. Elle se fait connaître du grand public cette même année dans le film d'horreur de son ex-mari Eli Roth, intitulé The Green Inferno et présenté lors du Festival du cinéma Américain de Deauville 2013.
En 2015, elle tourne de nouveau pour Eli Roth dans Knock Knock aux côtés de Keanu Reeves. Elle joue également dans le film The Stranger de Guillermo Amoedo. L'année d'après elle est présente dans la série Feed the Beast avec Jim Sturgess et David Schwimmer. La série est annulée après une saison.
En 2018, elle est dirigée pour la troisième fois par Eli Roth dans La Prophétie de l'horloge. Elle joue aussi dans le film choral Seule la vie... réalisé par Dan Fogelman avec Oscar Isaac, Olivia Wilde, Antonio Banderas, ou encore Olivia Cooke et la série Casual.
L'année suivante, elle est présente dans les films Once Upon a Time… in Hollywood de Quentin Tarantino et Where We Go from Here d'Anthony Meindl.
En 2020, elle fait partie de la distribution de la série Penny Dreadful : City of Angels.

## Filmographie

### Cinéma
- 2011 : Qué pena tu boda de Nicolás López : Lucía Edwards
- 2012 : Aftershock de Nicolás López : Kylie
- 2012 : Qué pena tu familia de Nicolás López : Lucía Edwards
- 2013 : The Green Inferno d'Eli Roth : Justine
- 2014 : Sex Ed d'Isaac Feder : Pilar
- 2015 : Knock Knock d'Eli Roth : Genesis
- 2015 : The Stranger de Guillermo Amoedo : Ana
- 2016 : Holidays d'Adam Egypt Mortimer : Jean (segment New Year's Eve)
- 2018 : La Prophétie de l'horloge (The House with a Clock in Its Walls) d'Eli Roth : la mère de Lewis
- 2018 : Seule la vie... (Life Itself) de Dan Fogelman : Elena Dempsey-González
- 2019 : Once Upon a Time… in Hollywood de Quentin Tarantino : Francesca Capucci
- 2019 : Where We Go from Here d'Anthony Meindl : Iris
- 2021 : Women Is Losers de Lissette Feliciano : Celina
- 2022 : Avoue, Fletch (Confess, Fletch) de Greg Mottola

### Télévision

#### Séries télévisées
- 2013 : Hemlock Grove : Brooke Bluebell (2 épisodes)
- 2016 : Feed the Beast : Pilar Herrera (10 épisodes)
- 2017 : Dimension 404 : Val Hernandez / Speedrun
- 2018 : Casual : Tathiana (6 épisodes)
- 2020 : Penny Dreadful : City of Angels : Santa Muerte (5 épisodes)
- 2021 : Hacks : Ruby (3 épisodes)

#### Téléfilms
- 2013 : I Am Victor de Jonas Pate : Lena Engles